# Вторжение похитителей тел (фильм, 1956)
«Вторжение похитителей тел» (англ. Invasion of the Body Snatchers) (1956) — научно-фантастический фильм ужасов, снятый Доном Сигелом по роману Джека Финнея.
В 1994 году включён в Национальный реестр фильмов, обладая «культурным, историческим или эстетическим значением». По версии Американского института кино картина занимает 9-е место в списке «10 лучших научно-фантастических фильмов» списка «10 фильмов из 10 жанров».

## Сюжет
Привезённый в психиатрическую лечебницу доктор Майлс Беннелл (Кевин МакКарти) неистово вопит, пытаясь доказать, что он не сошёл с ума. Он рассказывает доктору Хиллу (Уит Бисселл) из Государственного госпиталя психболезней свою необыкновенную историю…
Всё началось в прошлый четверг.  Беннелл возвращается в город Санта-Мира в Калифорнии после двух недель на медицинской конференции. Медсестра Салли Уизерс встречает его на станции и сообщает, что в его отсутствие в больницу обращались несколько человек, но не говорили, что с ними. Майлс встречает Бекки Дрисколл (Дана Уинтер) — свою подругу детства после почти пяти лет разлуки, с которой он учился в школе и колледже, и которая несколько лет прожив в Лондоне, теперь вернулась после развода. Доктор также обнаруживает странные явления: сестра Бекки Вилма (Вирджиния Кристин) утверждает, что её дядя Айро (Том Фадден) кажется ей не похожим на самого себя. Далее маленький мальчик Джимми, которого тот ранее чуть не сбил по пути со станции и который убегал от матери миссис Анны Гримальди, в панике плачет и кричит, что его мать — больше не его мать. При личной встрече с Вилмой та сообщает, что некто лишь искусно притворяется дядей Айро, что в его эмоциях нет чувства. Майлс решает записать Вилму на приём к специалисту. Мельком столкнувшись с Айро, Майлс не заметил в его поведении ничего необычного.
От знакомого психиатра доктора Дэна Кауффмана (Ларри Гейтс) Майлс узнаёт, что таких пациентов в последние дни было уже много. При этом через несколько дней они уже заявляют, что всё нормально, несмотря на то, что врач не оказывал им никакой помощи.
Майлс и Бекки целуются, снова решив встречаться. Они отправляются в кафе, но Майлса просит срочно приехать его друг Джек Белисек (Кинг Донован). У него они находят странный не до конца сформировавшийся труп, отдалённо похожий на Джека. Труп не имеет отпечатков пальцев и в целом производит впечатление тела живого человека, находящегося в каталептическом сне. Майлс очень удивляется и просит Джека присмотреть за трупом, сообщая ему обо всех изменениях. Во время беседы Джек случайно режет руку осколком разбитой посуды. Затем Майлс отвозит Бекки домой, где они видят отца Бекки, выходящего из подвала. Майлс не обращает на это внимания. Тем временем Джек и его жена Тедди (Кэролин Джонс) засыпают, а когда просыпаются, обнаруживают, что труп окончательно сформировался в Джека, вплоть до пореза на руке, который ненадолго открывает глаза. Они прибегают к Майлсу, тот звонит доктору Кауффману, прося его приехать. Когда супруги спрашивают Майлса о Бекки, у того возникает страшное подозрение. Он спешит к её дому и, решив не стучать, пролезает через подвальное окно. В подвале он обнаруживает бездыханного двойника молодой женщины. Тогда Майлс отвозит не проснувшуюся Бекки к себе. После приезда Кауффмана тело двойника Джека пропадает. Скептик Дэн пытается объяснить странности с научной точки зрения. Приехав к Бекки, они не обнаруживают и её двойника. Прибывший шериф Ник Гриветт (Ральф Дамке) отправляет их по домам.
На следующий день Майлс замечает, что Джимми перестал бояться матери. Вилма тоже стала вести себя как обычно, что насторожило доктора. Вечером Майлс, Бекки и Джек с Тедди обнаруживают в оранжерее гигантские стручки, склизкие плоды которых быстро вырастают в человекоподобных существ. Майлс понимает, что отец Бекки пронёс один из стручков в свой подвал. Оказывается, что большинство жителей городка уже заменены «двойниками», родившимися из этих рассыпанных повсюду стручков.

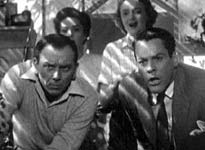
Герои фильма обнаруживают зловещие стручки

Пытаясь вызвать помощь по телефону, Майлс понимает, что все телефонные линии блокированы. Жена Джека замечает, как один из стручков формирует её двойника. Майлс посылает Джека на машине предупредить жителей соседнего городка, после чего протыкает вилами двойников. Затем он и Бекки сами уезжают на машине. Мак — владелец станции технического обслуживания — подкладывает им в багажник два стручка, которые Майлс вскоре обнаруживает и поджигает. Он решает вернуться в Санта-Миру за своей медсестрой Салли, однако с ужасом видит, что её «двойник» уже появился, а в её доме находятся прочие двойники. Отец Бекки уже приготовил стручок для её ребенка. Майлс и Бекки понимают, что они — единственные жители городка, избежавшие «дублирования», — и сбегают. На них даётся ориентировка. Пара приезжает в офис Беннелла и прячется от приехавших полицейских. Затем они принимают таблетки, чтобы не заснуть: именно во время сна двойники занимают место людей, выуживая из памяти человека всю индивидуальную информацию.
Проходит бессонная ночь. На следующее утро в городе начинается оживление. Все жители, собравшиеся на площади, встречают грузовики, наполненные стручками, выращенными местными фермерами. Эти стручки шериф приказывает развозить по всем своим знакомым в соседних городках. Майлс впускает Джека Белисека и доктора Кауффмана, однако оба они уже являются двойниками. Они призывают пару больше не сопротивляться и присоединиться к миру, где эмоций, любви, желаний, амбиций и веры больше не существует. Кауффман объясняет, что семена прибыли из космоса, чтобы дать рождение стручкам, откуда выйдут существа, которые смоделируют более совершенное подобие людей. Этот процесс — первый этап колонизации Земли.
Герои понимают, что им не нужен мир без любви. Бекки признаётся, что хочет детей от Майлса. Майлс запирает двойников, после чего обходит тех сзади и вводит им снотворное. В кабинет врывается Гриветт и нападает на Майлса, но Бекки также вводит тому дозу. Они притворяются двойниками, дурят полицейского Сэма, но Бекки выдаёт их, беспокоясь о чуть не попавшей под колёса собаке. Сэм обнаруживает вырубленных двойников. Включается главная сирена, всё население городка бросается в погоню. Беглецы прячутся под досками в полу тоннеля, преследователи теряют след. Майлс на мгновение покидает Бекки, заинтригованный женским пением. Однако затем он видит, что пение исходит из радио в грузовике, на который грузят стручки, выращиваемые тысячами в теплицах. Возвратившись к Бекки, Майлс обнаруживает, что ей не удалось противостоять сну, и теперь её место моментально занял абсолютно бесчувственный двойник. Она зовёт на помощь, привлекая внимание своих братьев по разуму. Вскоре погоня прекращается: двойники понимают, что Майлсу никто не поверит. Майлсу удаётся добраться до оживлённой автострады и, пробегая между машинами, он тщетно пытается предупредить водителей о страшной опасности, которая им грозит. В кабине проезжающего грузовика он обнаруживает стручки. «Вы следующие!» — кричит он.
Рассказ Майлса окончен. Доктора скептически оценивают его умственное состояние и считают того безумным. Но когда в больницу привозят пострадавшего в ходе аварии с автобусом водителя грузовика, проехавшего на красный свет, а медбрат сообщает о странных гигантских стручках, виденных им на месте происшествия, доктор Хилл распоряжается объявить тревогу по всем постам, перекрыть трассы и поднять по тревоге органы правопорядка, после чего просит оператора соединить его с ФБР...

## В ролях
- Кевин Маккарти — доктор Майлс Беннелл
- Дана Уинтер — Бекки Дрисколл
- Ларри Гейтс — доктор Дэн Кауффман, психиатр, знакомый Майлса
- Кинг Донован — Джек Белисек, друг Майлса
- Кэролин Джонс — Тедди Белисек, жена Джека
- Джин Уиллз — медсестра Салли Уизерс
- Ральф Дамке — шериф Ник Гриветт
- Вирджиния Кристин — Вилма Ленц, сестра Беки
- Том Фадден — Айра Ленц, дядя Вилмы и Беки
- Кеннет Паттерсон — Стенли Дрисколл
- Даббс Грир — Мак Ломакс
- Уит Бисселл — доктор Хилл (в титрах не указан)

## Производство
Фильм был снят за 23 дня с марта по апрель 1955 года. Роман Джека Финни заканчивается тем, что инопланетяне, продолжительность жизни которых не превышает пяти лет, покидают Землю после того, как понимают, что люди оказывают сильное сопротивление, несмотря на то, что у них мало шансов противостоять инопланетному вторжению. Изначально роль города Санта-Мира должен был исполнять калифорнийский городок Милл-Валли, но проведение съёмок в нём оказалось продюсерам не по карману, поэтому фильм снимали в различных городах округа Лос-Анджелес, а также в каньоне Бронсон. Основной сюжет фильма представлен как история, которую Беннелл рассказывает врачам. Изначально же весь видеоряд это главной сюжетной линии и был снят и смонтирован, как будущий фильм, который и заканчивался буйством Беннелла на автостраде. Однако руководство студии сочло такой финал крайне пессимистичным для зрителей, поэтому в сентябре 1955 года за один день были отсняты сцены из вступления и финала, которые давали зрителю намёк, что ситуация не настолько плачевна. Дон Сигел и Дэниэл Мейнуоринг были не в восторге от итоговой версии фильма, потому что изначальная редакция нравилась им больше.
В титрах значится, что фильм был произведён в формате соотношения сторон Superscope — в оригинале фильм снимался в формате 1.85:1, но при монтаже студия решила отпечатать итоговую фильмокопию в формате 2.00:1, из-за чего кадр был обрезан сверху и снизу. По мнению Уолтера Вагнера, у изображения из-за этого ухудшились детализация и чёткость.

## Факты
- Ключевая идея фильма впервые была озвучена в малоизвестной новелле австралийского священника и писателя Роберта Поттера «Росток Садовода», написанной и опубликованной в 1892 году, более чем за 60 лет до написания Финнеем своей книги-источника. По сюжету, маскирующиеся под человеческий облик пришельцы пытаются разработать против людей губительную инфекцию, чтобы облегчить в будущем полномасштабное завоевание планеты. Однако какой-либо популярности эта книга не имела, а вскоре была затушевана огромным успехом «Войны миров» Герберта Уэллса.
- В небольшой роли работника бензоколонки в фильме снялся Сэм Пекинпа. Впоследствии он утверждал, что, принимая участие в создании сценария, едва ли не полностью переписал его. Его претензии были столь настойчивы, что сценарист фильма пригрозил подать жалобу, после чего Пекинпа утихомирился. После его смерти наследники вновь поднимали этот вопрос.
- После выхода фильма на экраны многие воспринимали фильм как аллегорию. Кто-то полагал, что фильм о коммунистической угрозе, другие — наоборот, что фильм антимаккартистский. Дон Сигел утверждал, что не имел в виду ничего такого, а просто снял фильм об инопланетном вторжении.
- Сюжет фильма пародируется в одной из серий мультсериалов «Чёрный плащ » (серия «Капустные монстры»), «Хлам» (серия «Хлам и глазная инфекция»), «Южный парк» (серия «Дети-Готы 3: Рассвет позеров»), «Симпсоны» (серия «Treehouse of Horror XXIX») и «Капитан Симиан и космические обезьяны[англ.]» (серия «Invasion of the Banana Snatchers»).
- В фильме Роберта Родригеса «Гонщики» есть эпизод, в котором «Вторжение похитителей тел» показывают в кинотеатре. Одного из зрителей в зале сыграл Кевин Маккарти. Кроме того, в конце фильма, после окончания финальных титров, показана вырезанная из основного сюжета часть эпизода в кинотеатре, в которой принимает участие Маккарти.